# Marmaray
Marmaray,  ufficialmente Treno pendolare B1 Halkali - Gebze & Ataköy - Pendik (in turco B1 (Halkalı - Gebze & Ataköy - Pendik) Banliyö Treni) è una linea ferroviaria intercontinentale suburbana lunga 76,6 km situata a Istanbul in Turchia. Essa comprende un tunnel ferroviario sotto lo stretto del Bosforo il quale unisce le due linee ferroviarie suburbane (in turco Banliyö) già esistenti lungo il Mar di Marmara (opportunamente modernizzate), creando un'unica linea da Halkalı sul lato europeo a Gebze (in provincia di Kocaeli) sul lato asiatico. Del progetto fa parte anche l'acquisto di nuovo materiale rotabile per il traffico passeggeri suburbano. La costruzione del tunnel è iniziata nel 2004, con una data di apertura iniziale prevista per aprile 2009. Dopo numerosi ritardi nella costruzione del nodo di interscambio di Yenikapı causati dalla scoperta di reperti storici e archeologici relativi all'antico porto di Eleutherios, la prima fase del progetto è stata inaugurata il 29 ottobre 2013.  La seconda fase del progetto doveva concludersi nel 2015 ma i lavori, interrotti nel 2014, sono stati riavviati a febbraio 2017 e la linea completa è stata aperta il 12 marzo 2019. Marmaray è il primo collegamento ferroviario standard tra Europa e Asia. Marmaray, con le sue interconnessioni alle linee di metropolitana e di tram già esistenti e di nuova costruzione, costituisce la spina dorsale del trasporto pubblico a Istanbul.

## Caratteristiche
Il collegamento consiste in un tratto centrale con un tunnel ferroviario lungo 14 km, di cui 1800 m sottomarini sotto lo stretto del Bosforo, collegato con le due linee ferroviarie suburbane lungo il mar di Marmara da Halkalı sul lato europeo a Gebze sul lato asiatico, opportunamente modernizzate. Il tunnel, in alcuni punti, passa a meno 62 m dalla superficie ed è il tunnel ferroviario sottomarino più profondo del mondo. È stato inoltre acquistato nuovo materiale rotabile per il traffico passeggeri suburbano.
Il percorso totale è di 76 km coperti in 115 minuti. La capacità della linea è di 75.000 passeggeri l'ora e di 1.2 milioni di passeggeri al giorno. Sulla linea, che è a tre binari, viaggiano sia i treni locali che quelli ad alta velocità. Su sette delle 43 stazioni sulla linea, che è percorsa da 28 corse all'ora, fermano sia i treni metropolitani che quelli ad alta velocità. Dalla conclusione dei lavori è possibile viaggiare in treno da Londra a Gebze.

## Nome
Il nome Marmaray deriva dalla combinazione delle parole Marmara, il mare che si trova appena a sud della nuova linea ferroviaria, e ray che in Turco sta per "ferrovia".

## Progetto
Il progetto include un attraversamento di 13,6 chilometri del Bosforo e la modernizzazione di 63 chilometri di linee ferroviarie suburbane per creare una linea passeggeri ad alta capacità di 76,6 chilometri tra Gebze e Halkalı, insieme alla fornitura di 440 vagoni multipli elettrici.

### Prima fase
Il contratto di costruzione del progetto è stato assegnato ad un consorzio nippo-turco guidato da Taisei Corporation nel luglio 2004. Il consorzio comprendeva Gama Endustri Tesisleri Imalat ve Montaj, Nurol Construction.
Il Bosforo (stretto di Istanbul) è attraversato da un tubo immerso antisismico lungo 1,4 chilometri, assemblato da 11 sezioni; otto sono lunghe 135 metri, due sono lunghe 98,5 metri, e un elemento è lungo 110 metri. Gli elementi pesano fino a 18.000 tonnellate. Le sezioni sono state collocate a 60 metri sotto il livello del mare: 55 metri di acqua e 4,6 metri di terra.
A questo tubo sottomarino si accede tramite tunnel trivellati da Kazlıçeşme sul lato europeo e Ayrılıkçeşmesi sul lato asiatico di Istanbul. Rappresenta il tunnel sottomarino a tubi immersi più profondo del mondo. Il cemento resistente al fuoco sviluppato in Norvegia è stato fondamentale per la sicurezza del progetto.
La costruzione del progetto Marmaray è iniziata nel maggio 2004. Il tunnel Marmaray è stato completato il 23 settembre 2008, con una cerimonia formale per segnare il completamento del tunnel il 13 ottobre.

Percorso del progetto del tunnel ferroviario (linea tratteggiata) all'interno della ferrovia Marmaray, attraverso lo stretto del Bosforo

Nuove stazioni sotterranee sono state costruite a Yenikapı, Sirkeci e Üsküdar. Le stazioni di Yenikapı e Ayrılık Çeşmesi sono collegate con la metropolitana di Istanbul.  Con la fine della prima fase i treni pendolari andavano dalla stazione di Ayrılık Çeşmesi (lato asiatico) alla stazione di Kazlıçeşme (lato europeo), fermandosi in tre stazioni sotterranee lungo il percorso.

### Seconda fase
La seconda fase è consistita nel rinnovo delle attuali ferrovie a livello del suolo, tra Gebze e Ayrılık Çeşmesi sul lato asiatico, e tra Kazlıçeşme e Halkalı sul lato europeo. Essa doveva essere completata contemporaneamente alla prima fase (gallerie e parti sotterranee), ma furono fatti pochi progressi in questo senso e il completamento subì un ritardo di diversi anni. Il completamento dell'intero progetto è stato ripetutamente ritardato. A partire dal dicembre 2009, l'entrata in servizio era prevista per l'ottobre 2013, ma a maggio 2015 solo le vecchie linee suburbane B1 (Sirkeci-Halkalı) e B2 (Haydarpaşa-Gebze) erano state rimosse, ma nessun progresso era stato fatto per la loro sostituzione. La linea da Halkali a Gebze è stata inaugurata il 12 marzo 2019 dal presidente Erdoğan.
Durante questa fase è stata aggiunta una terza linea che fornisce ai vagoni di unità multiple elettriche (EMU) e ad altri vagoni ferroviari la capacità di muoversi separatamente. Trentasette altre stazioni fuori terra lungo la linea sono state ricostruite o rinnovate. La capacità della linea è di 75.000 passeggeri all'ora in ogni direzione (PPHPD). Anche il segnalamento è stato modernizzato per permettere ai treni di avere una distanza temporale fino a due minuti l'uno dall'altro. Il tempo di viaggio da Gebze a Halkalı è di 108 minuti. Durante le ore non di punta, YHT, linea principale e treni regionali passano anche attraverso il tunnel per raggiungere il lato opposto della città.

### Trasporto merci
Nel febbraio 2010, Railway Gazette International ha riferito che gli amministratori del tunnel stavano assumendo consulenti per analizzare le opzioni per il trasporto del traffico merci.
Anche se non ufficialmente annunciato dalla TCDD, il Primo Ministro e gli ufficiali hanno dichiarato più volte che Marmaray aiuterà a riportare l'uso del termine "Via della Seta" con il nuovo nome di "Via della Seta su Ferro", permettendo ai treni merci di muoversi tra l'Europa e la Cina. I treni merci privi di merci pericolose potranno muoversi attraverso il tunnel quando i servizi pendolari non sono in funzione (tra l'1:00 e le 5:00 del mattino).

### Finanziamento
L'Agenzia per la Cooperazione Internazionale del Giappone (JICA) e la Banca Europea per gli Investimenti (BEI) hanno fornito importanti finanziamenti per il progetto. Ad aprile 2006, la JICA aveva prestato 111 miliardi di yen e la BEI 1,05 miliardi di euro. Il costo totale del progetto dovrebbe essere di circa 2,5 miliardi di dollari USA. Alla fine del 2009, si prevedeva un aumento dei costi di circa 500 milioni di dollari USA a causa dei ritardi archeologici.

### Ritardi
La costruzione del tunnel è stata ritardata di quattro anni, in gran parte a causa della scoperta di reperti d'epoca bizantina e di altri reperti archeologici di 8.000 anni fa sul sito proposto per il terminal del tunnel europeo nel 2005. Gli scavi hanno prodotto testimonianze del più grande porto della città, il Porto di Eleutherios del IV secolo (poi noto come il Porto di Teodosio).  Lì, gli archeologi hanno scoperto tracce delle mura della città di Costantino il Grande, e i resti di diverse navi, tra cui quella che sembra essere l'unica galea antica o altomedievale mai scoperta, impedendo al progetto di procedere a pieno ritmo. Inoltre, lo scavo ha portato alla luce le più antiche prove di insediamento a Istanbul, con manufatti, tra cui anfore, frammenti di ceramica, conchiglie, pezzi di ossa, teschi di cavallo e nove teschi umani trovati in una borsa, risalenti al 6.000 a.C. Manufatti e frammenti di vetro risalenti al periodo ellenistico, romano, bizantino e ottomano sono stati trovati durante gli scavi a Sirkeci.
La sezione di ammodernamento delle ferrovie suburbane del progetto, conosciuta originariamente come CR1, è stata inizialmente assegnata al Consorzio AMD Rail, composto dalla giapponese Marubeni, dalla turca Dogus Insaat e dalla francese Alstom. Tuttavia, ha fallito e il lavoro è stato riappaltato come contratto CR3 all'inizio del 2011. Il contratto di sostituzione del valore di 932,8 milioni di euro è stato assegnato a una joint venture di OHL e Invensys Rail. Questa sezione doveva essere completata entro giugno 2015. Tuttavia, a causa del "rallentamento" dei lavori di costruzione, ci sono stati ulteriori ritardi in questa sezione del progetto e nessuno sa quando verrà aperta.
Il tunnel si trova a soli 18 chilometri circa dalla faglia attiva dell'Anatolia settentrionale, preoccupando ingegneri e sismologi. "Dal 342 d.C., ha visto grandi terremoti che hanno provocato più di 10.000 morti ciascuno" I calcoli scientifici hanno stimato una probabilità del 77% che, in qualche momento dei prossimi 30 anni, l'area subirà un terremoto di magnitudo 7.0 o più sulla scala Richter. Il terreno acquoso e limaccioso su cui è costruito il tunnel è noto per liquefarsi durante un terremoto; per risolvere questo problema, gli ingegneri hanno iniettato malta industriale fino a 24 metri sotto il fondale marino per mantenerlo stabile.
Le pareti del tunnel sono fatte di calcestruzzo impermeabile rivestito da un rivestimento d'acciaio, ognuna delle quali è indipendentemente a tenuta stagna. Il tunnel è fatto per flettersi e piegarsi, in modo simile al modo in cui gli edifici alti sono costruiti per reagire in caso di terremoto. Le paratoie alle giunzioni del tunnel sono in grado di chiudersi e di isolare l'acqua in caso di cedimento delle pareti.
Steen Lykke, project manager di Avrasyaconsult, il consorzio internazionale che ha supervisionato la costruzione, ha riassunto il tutto dicendo: "Non riesco a pensare a nessuna sfida che manchi a questo progetto".

### Inaugurazione

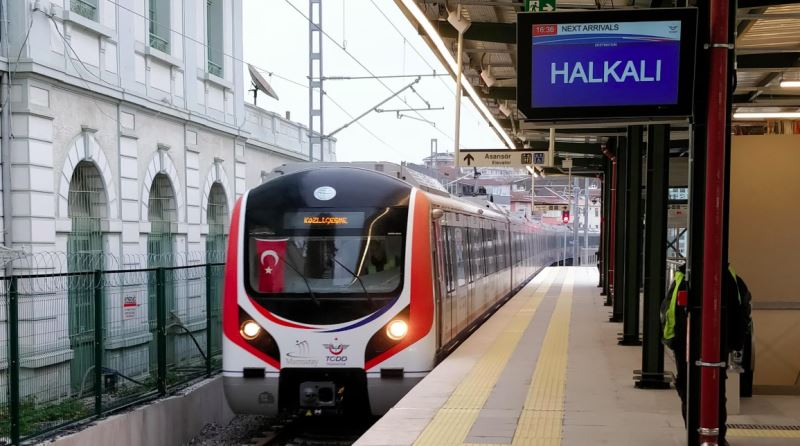
Un treno Marmaray alla stazione di Bostancı il primo giorno di esercizio della linea Gebze–Halkalı

Il 4 agosto 2013, il primo ministro, Recep Tayyip Erdoğan, è stato il conducente per la prima corsa di prova su Marmaray. La corsa è partita dalla stazione di Ayrılık Çeşmesi (nome più antico stazione İbrahimağa) sul lato asiatico e si è conclusa ad una distanza di circa 10 km sul lato europeo attraversando il Bosforo sott'acqua, per poi tornare indietro.
Il 29 ottobre 2013 è stata inaugurata la prima fase del progetto Marmaray, che copre il collegamento sotterraneo tra Europa e Asia. L'apertura ha coinciso con il 90º anniversario della Festa della Repubblica Turca. Il viaggio inaugurale ha avuto luogo dopo la grande cerimonia di apertura a cui hanno partecipato il presidente Abdullah Gül e Recep Tayyip Erdoğan, così come il primo ministro giapponese Shinzō Abe, il primo ministro rumeno Victor Ponta, il presidente somalo Hassan Sheikh Mohamud, e alcuni funzionari stranieri.
Dopo la cerimonia di apertura, Yeni Şafak ha pubblicato una lettera indirizzata ai lavoratori giapponesi che lavorano al Marmaray, in cui i funzionari turchi responsabili della costruzione minacciavano di suicidarsi se il progetto non fosse finito prima della scadenza di ottobre 2013. La lettera era firmata col sangue da Metin Tahan, il direttore generale degli investimenti infrastrutturali del ministero dei trasporti turco.
Nei primi giorni dopo l'apertura, i treni furono fermati più volte. Ciò ha causato confusione, ma gli arresti sono stati poi spiegati come causati da manifestanti pro-Gezi che usavano i freni di emergenza.
Il 7 novembre 2019, utilizzando una locomotiva cinese, il primo treno merci cinese diretto in Europa ha attraversato il tunnel. Questo ha dimostrato che il tempo di trasporto dalla Cina alla Turchia è stato ridotto da un mese a 12 giorni, e che Marmaray fa parte della via della seta di ferro.

## Materiale rotabile

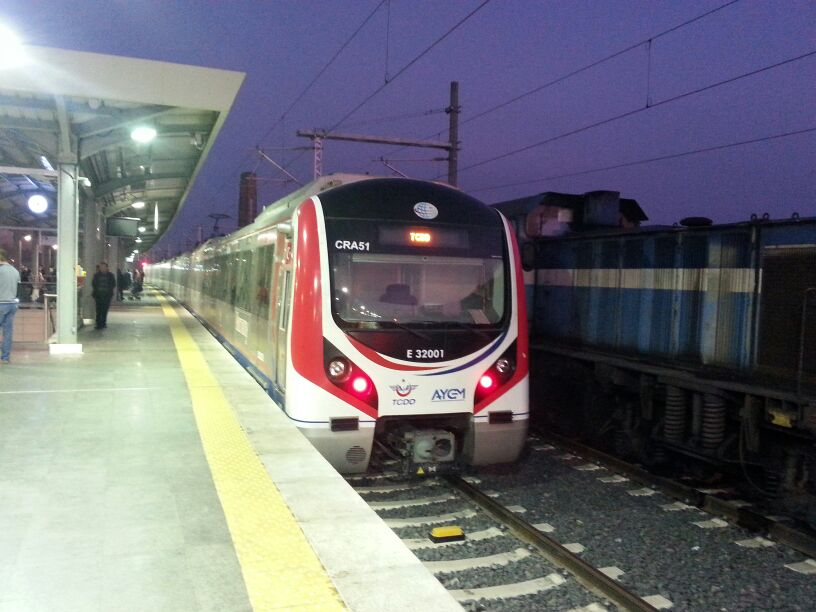
Un treno Marmaray a Kazlıçeşme

Marmaray utilizza materiale rotabile TCDD E32000 prodotto da Hyundai Rotem nelle configurazioni EMU a dieci e cinque carrozze. Il contratto originale da 580 milioni di euro prevedeva che 440 veicoli fossero prodotti localmente da Eurotem, la joint venture di Hyundai Rotem con il produttore turco di materiale rotabile TÜVASAŞ. Hyundai Rotem è stata scelta davanti ad Alstom, CAF e un consorzio di Bombardier, Siemens e Nurol.
Ci sono due depositi e cantieri di manutenzione sulla linea (uno ad ogni estremità) dove vengono stoccati i convogli.

## Tragitto e Orari
I treni viaggiano con una cadenza di 15 minuti fra Gebze ed Halkalı e di sette minuti e mezzo fra Pendik ed Ataköy. Dopo le otto di sera i convogli provenienti da Pendik si fermano a Zeytinburnu. I treni viaggiano fra le sei del mattino e le 00:30 di notte. Il venerdì e il sabato l'orario dell'ultima corsa viene prolungato alle 1:20.

## Marmaray in cifre
Alcune cifre del progetto sono le seguenti:
- Lunghezza totale: 76,3 km
- Sezione del tunnel: 13,6 km
- Tubo immerso: 1,387 m
- Punto più profondo: 60,46 m
- Raggio minimo della curva: 300 m
- Pendenza massima: 1,8%
- Stazioni di superficie: 37
- Stazioni sotterranee: 3
- Interscambi: 4
- Stazioni interurbane: 8
- Lunghezza minima dei binari: 225 m
- Distanza media delle stazioni: 1,9 km
- Velocità massima: 100 km/h
- Velocità commerciale: 45 km/h
- Tempo di percorrenza: 108 minuti
- Passeggeri per ora e direzione: 75,000
- Numero di autovetture: 440

## Passeggeri
4,5 milioni di passeggeri hanno viaggiato attraverso il tunnel nei primi 15 giorni di esercizio, in periodo in cui la corsa era gratuita. All'inizio del 2014 i passeggeri sono Stati 10 milioni, 13,5 milioni nei primi quattro mesi e 21,4 milioni nei primi sei mesi dello stesso anno. In media, nel 2014 120.000 passeggeri al giorno hanno usato la linea, a quei tempi limitata al solo tratto centrale.
Il progetto ha un obiettivo di trasporto di 1,5 milioni di passeggeri al giorno dopo il suo completamento.
Nei primi 10 anni di esercizio la linea ha trasportato più di un miliardo di passeggeri.

## Galleria foto dei lavori di costruzione del tunnel

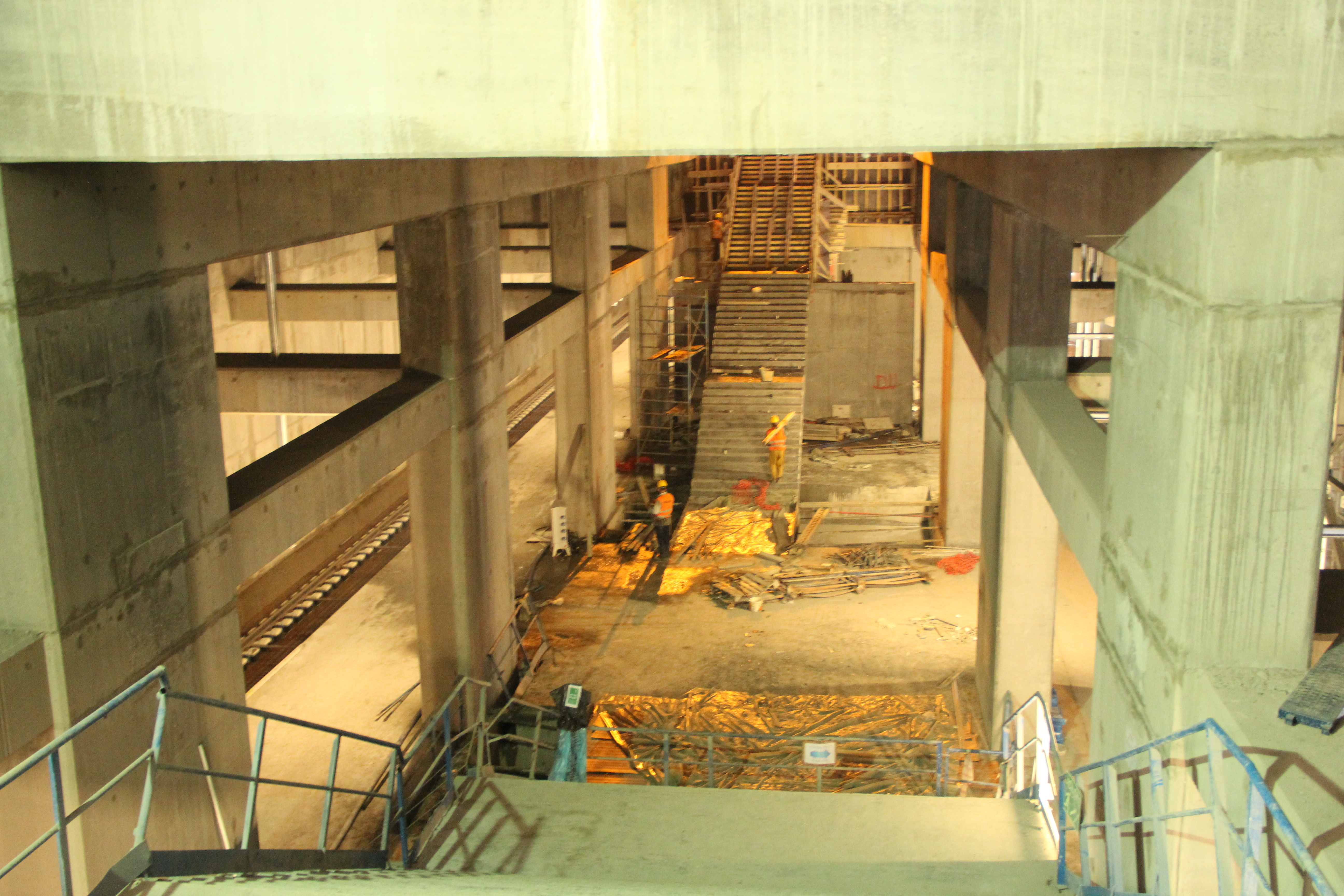
Scale
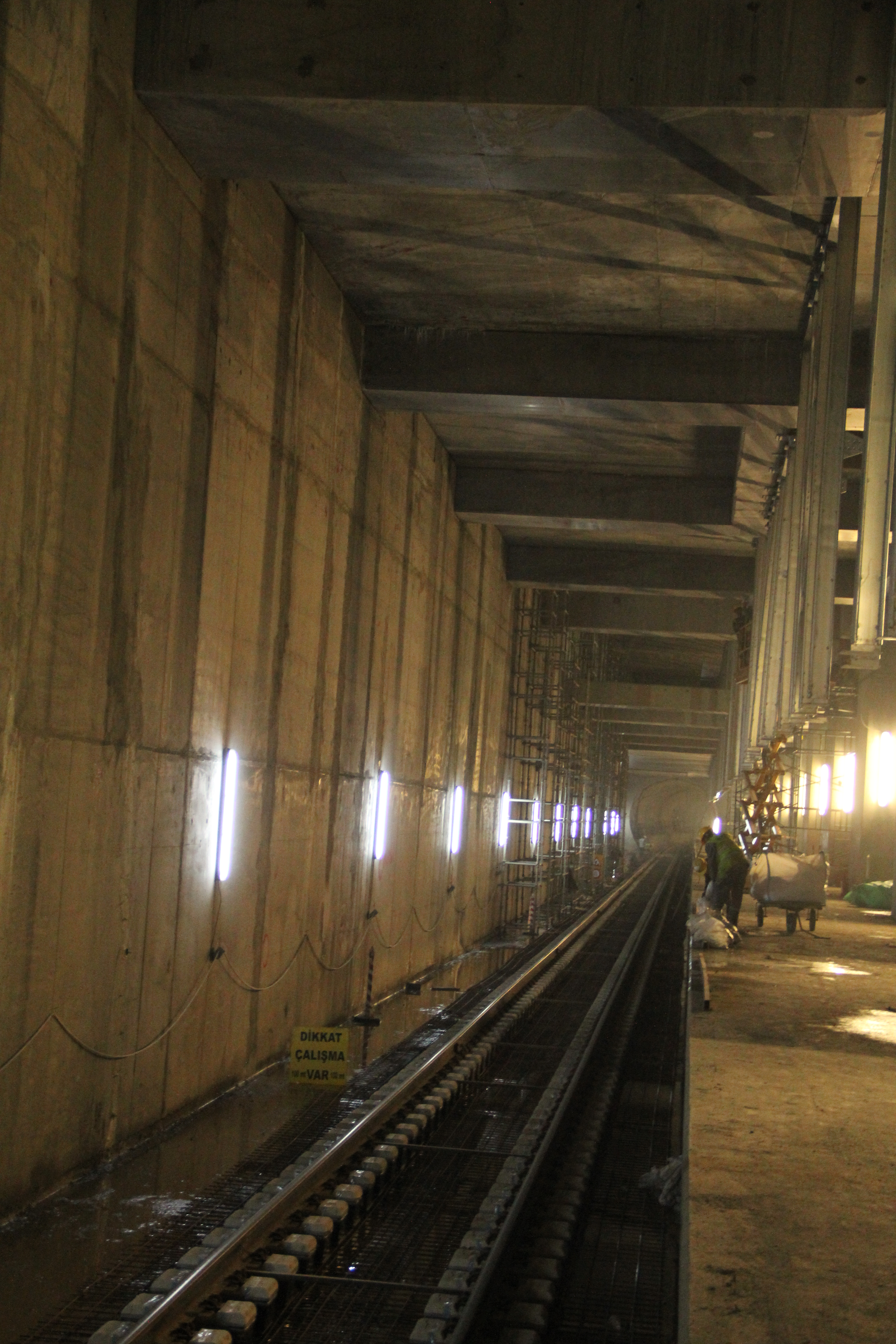
Interno della stazione
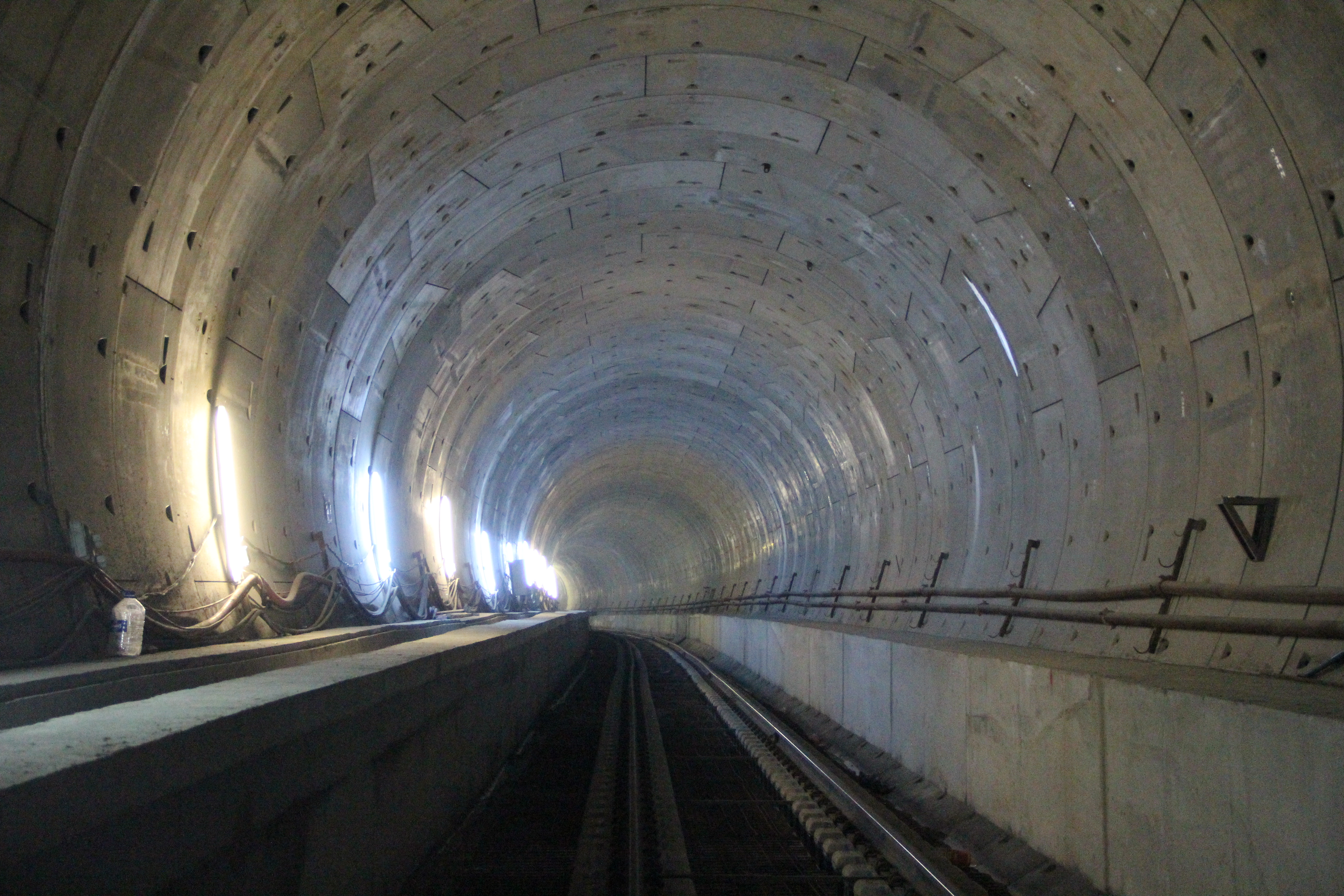
Prima curva da Uskudar a Cankurtaran
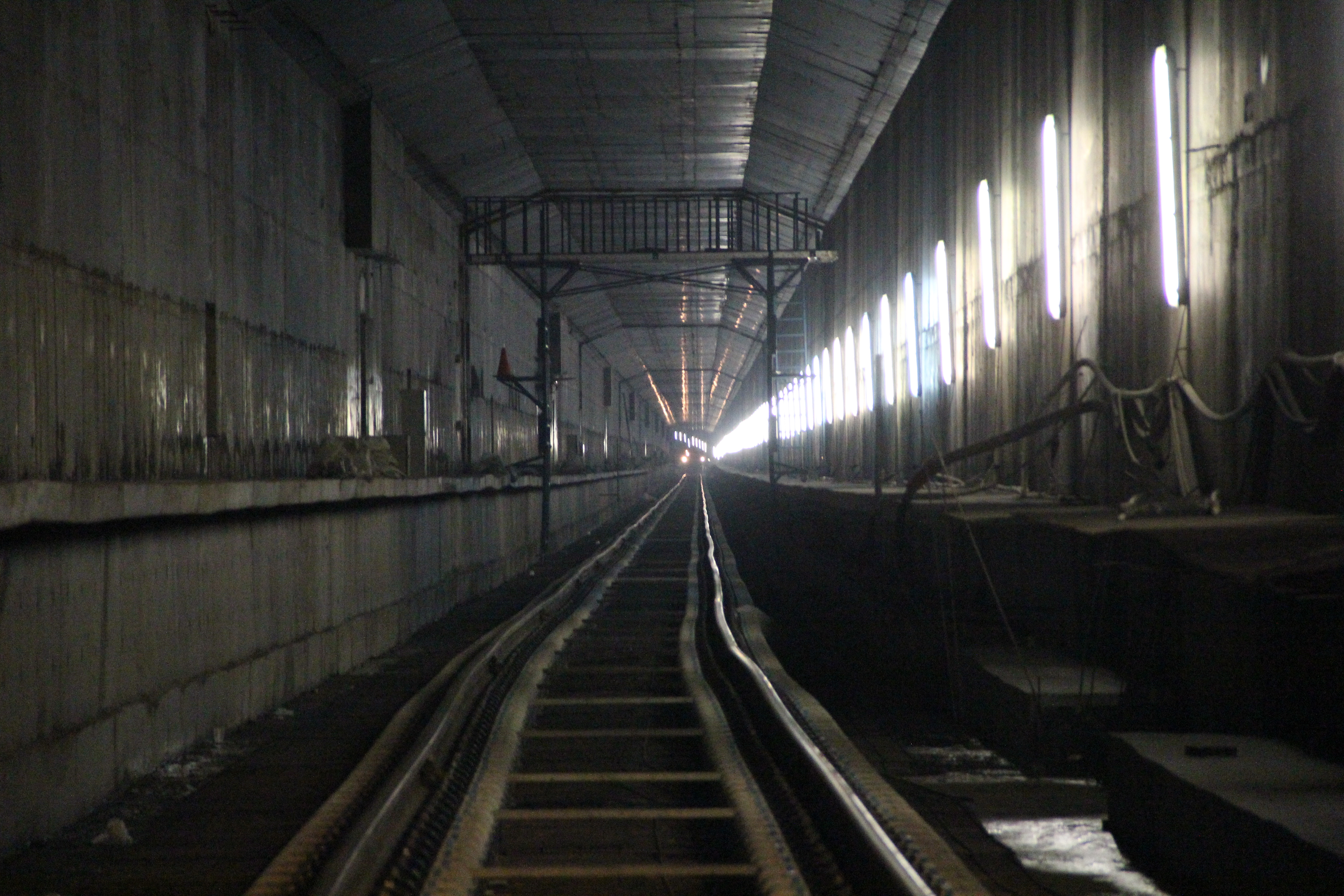
Vista del tunnel
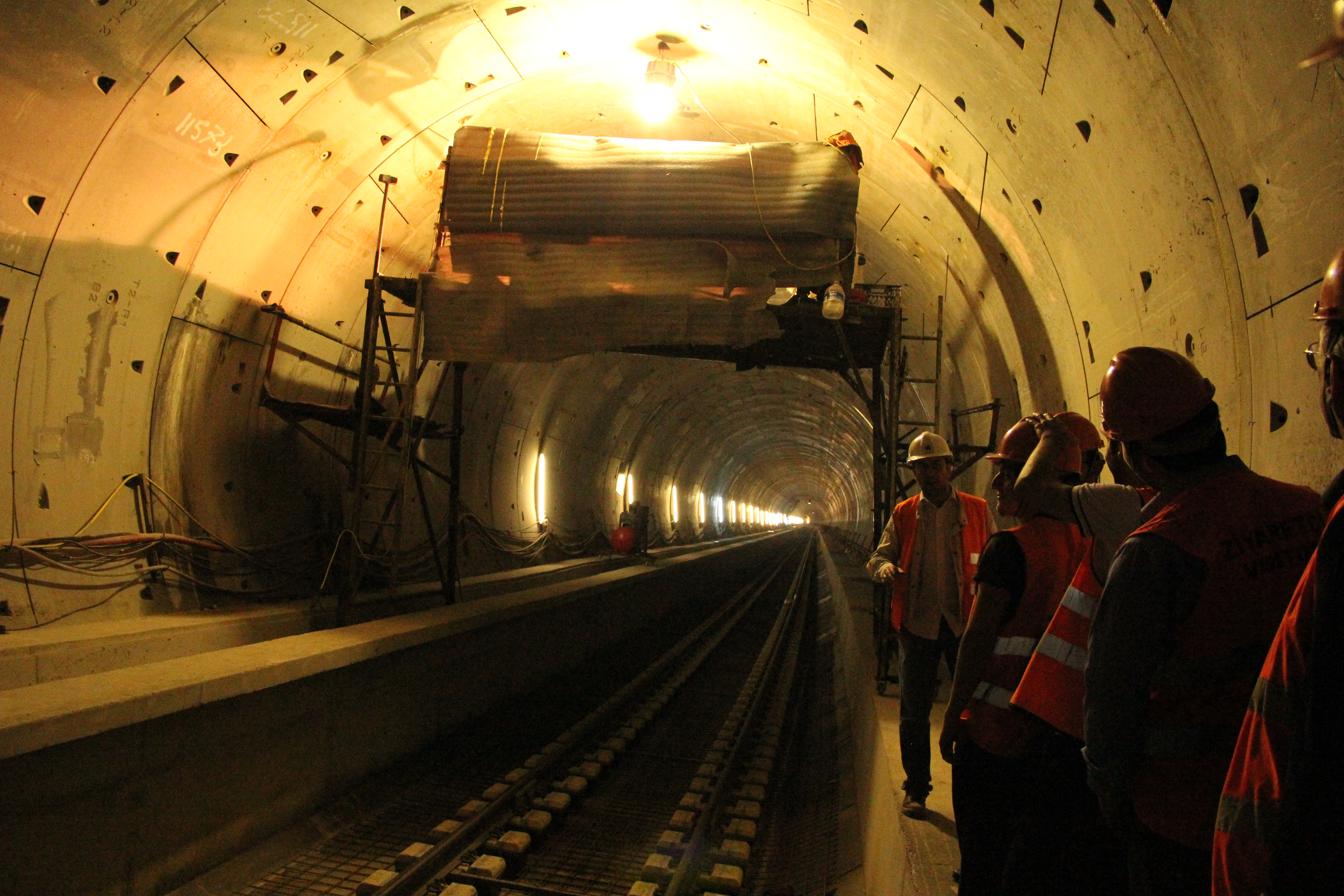
Vista del tunnel
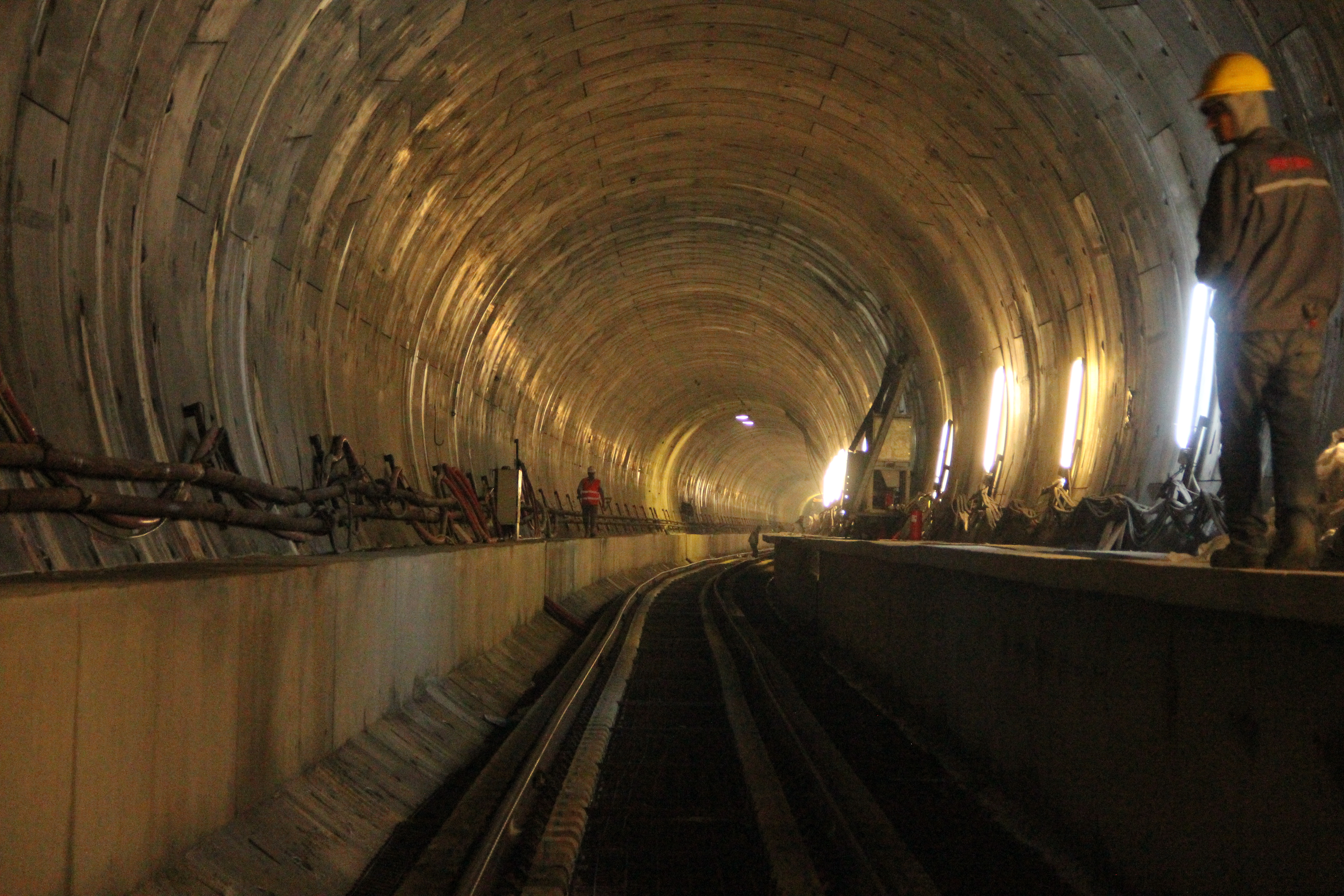
Vista del tunnel
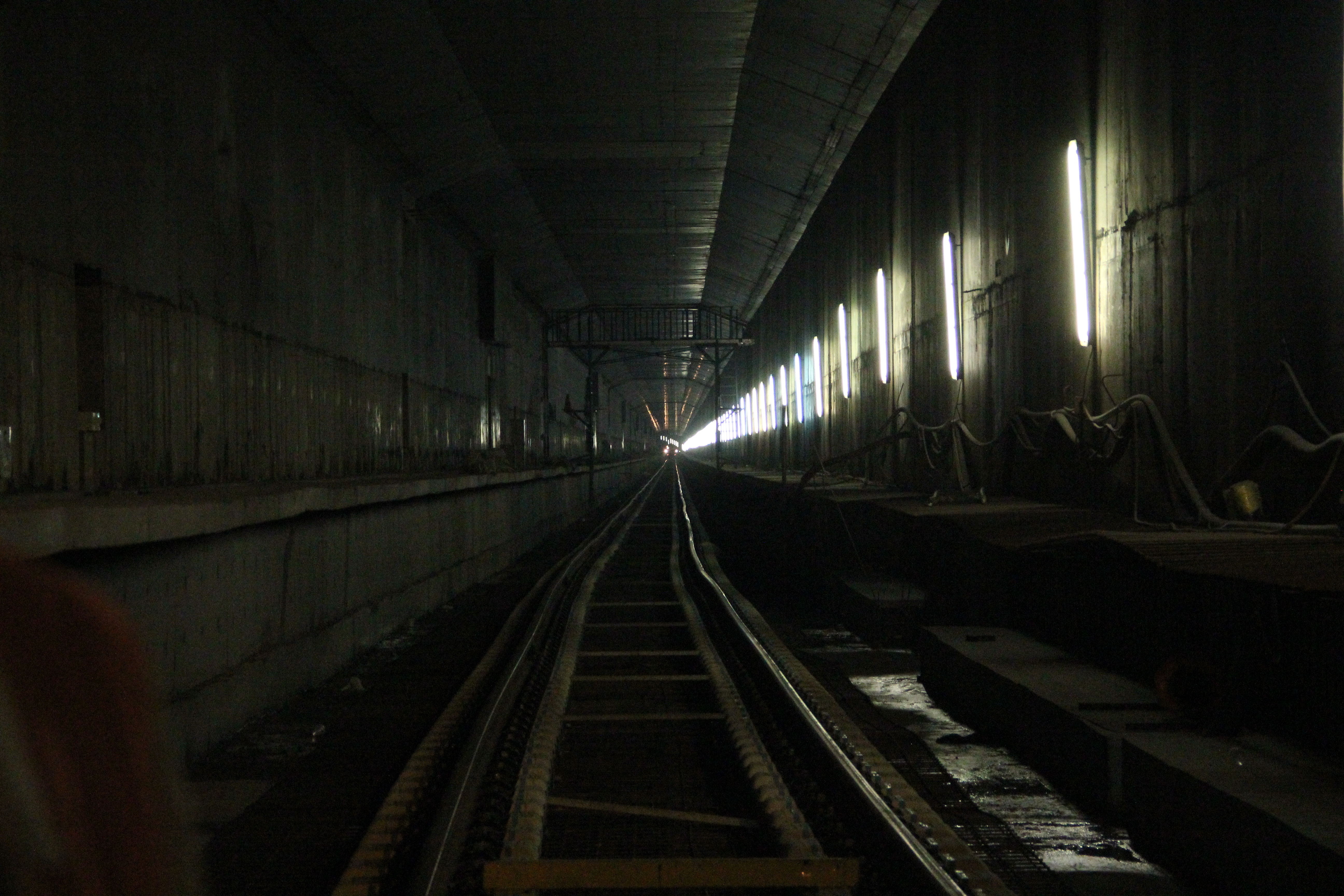
Vista del tunnel
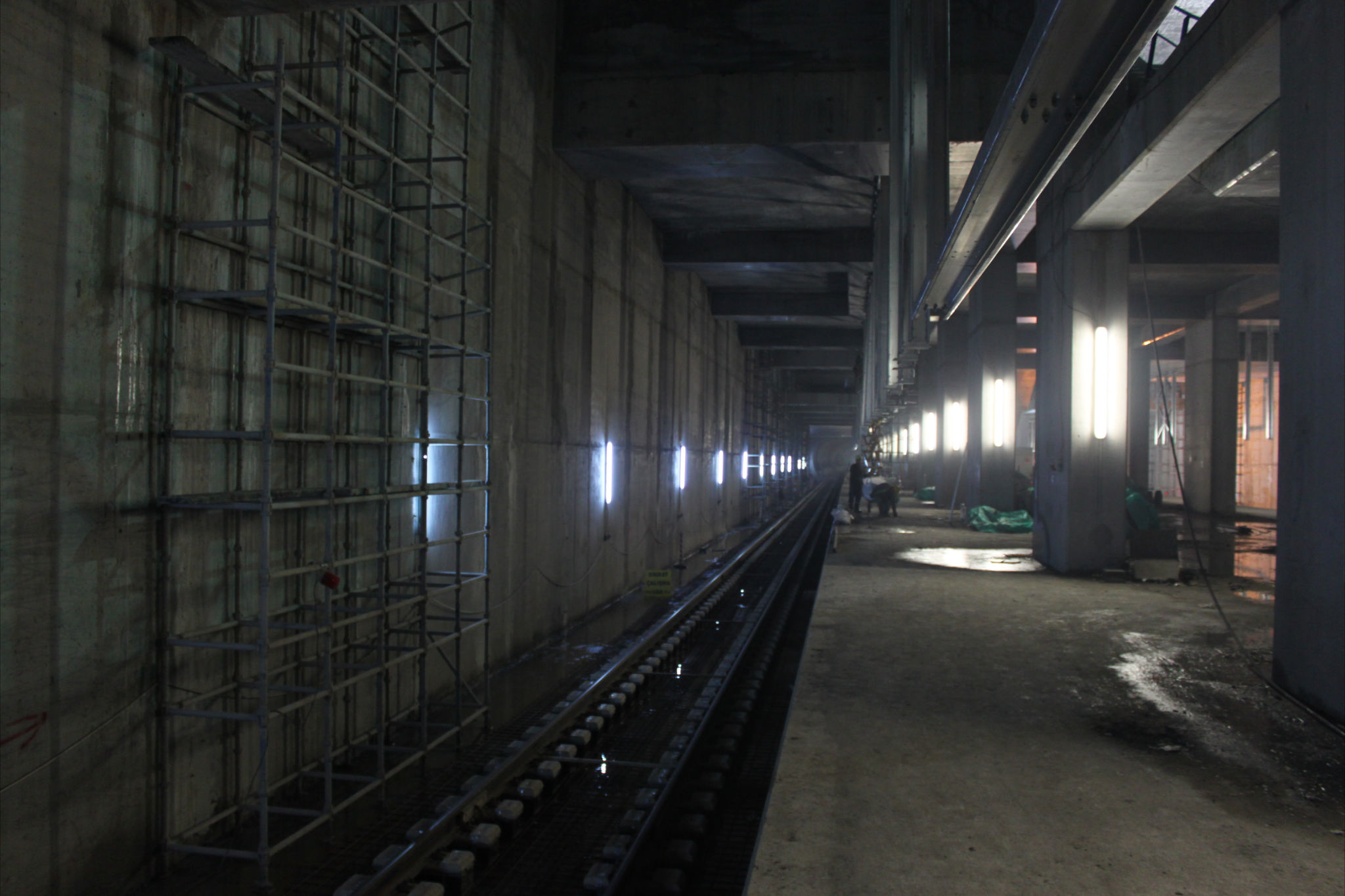
Stazione
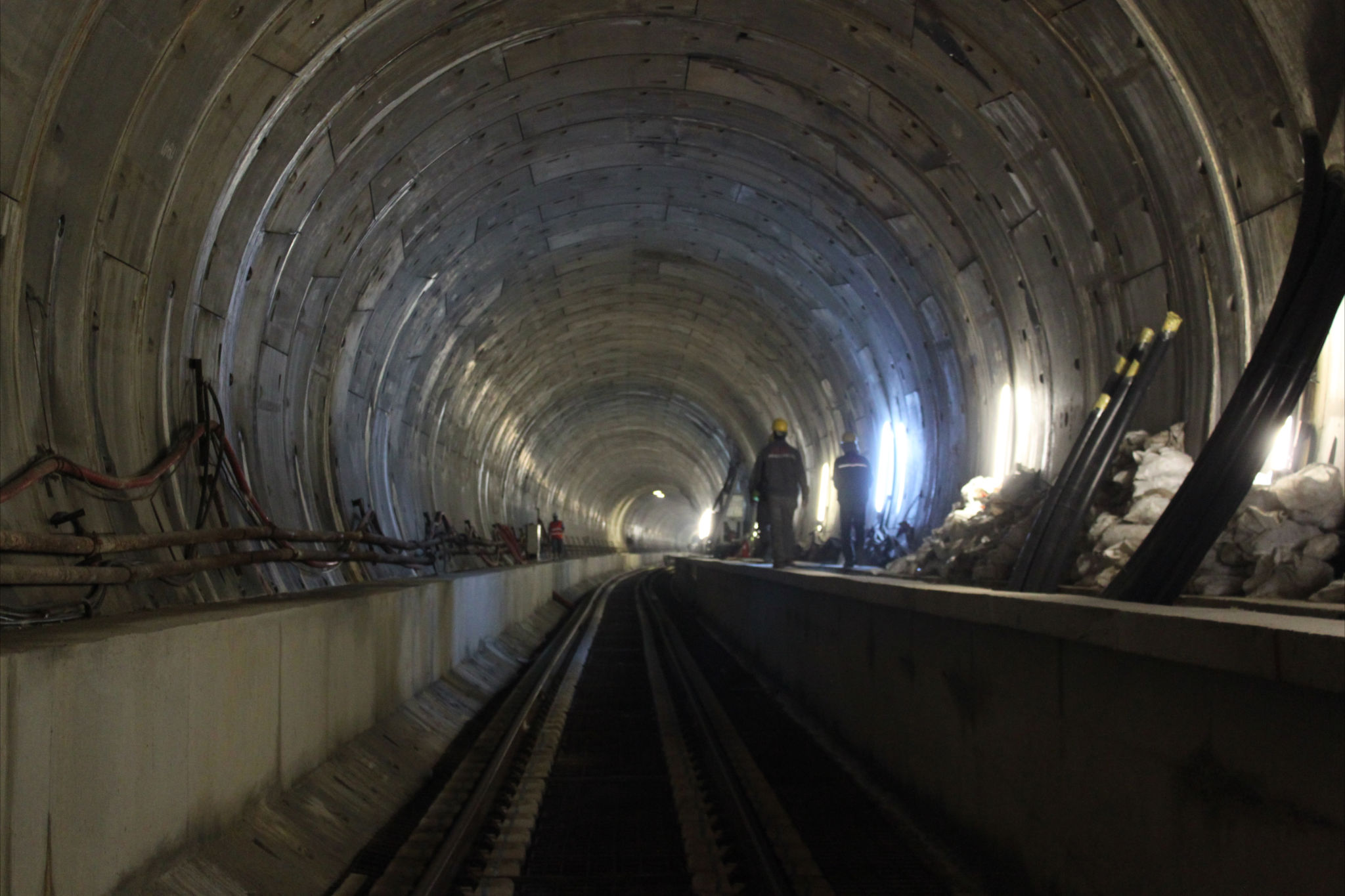
Tunnel
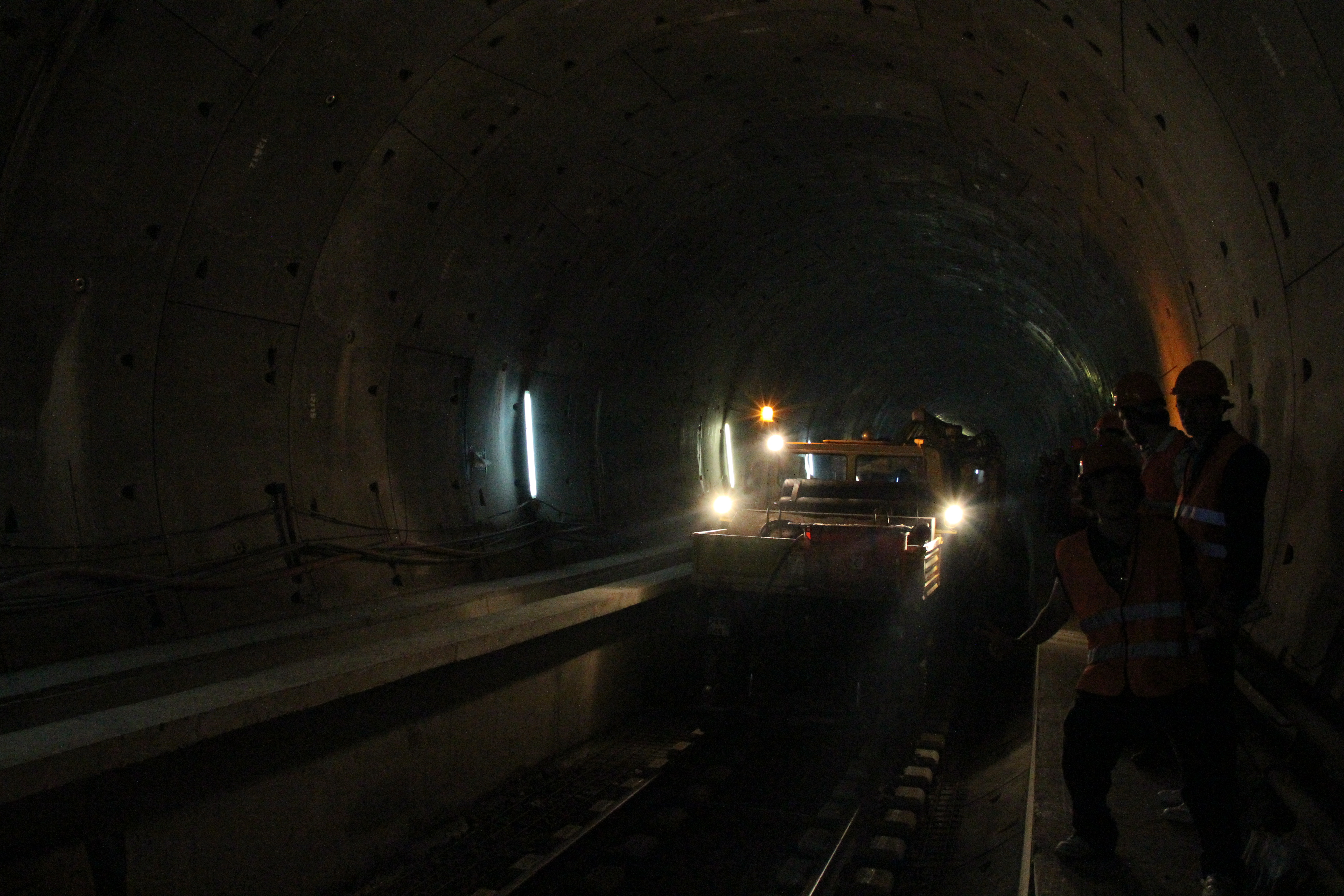
Macchine da costruzione
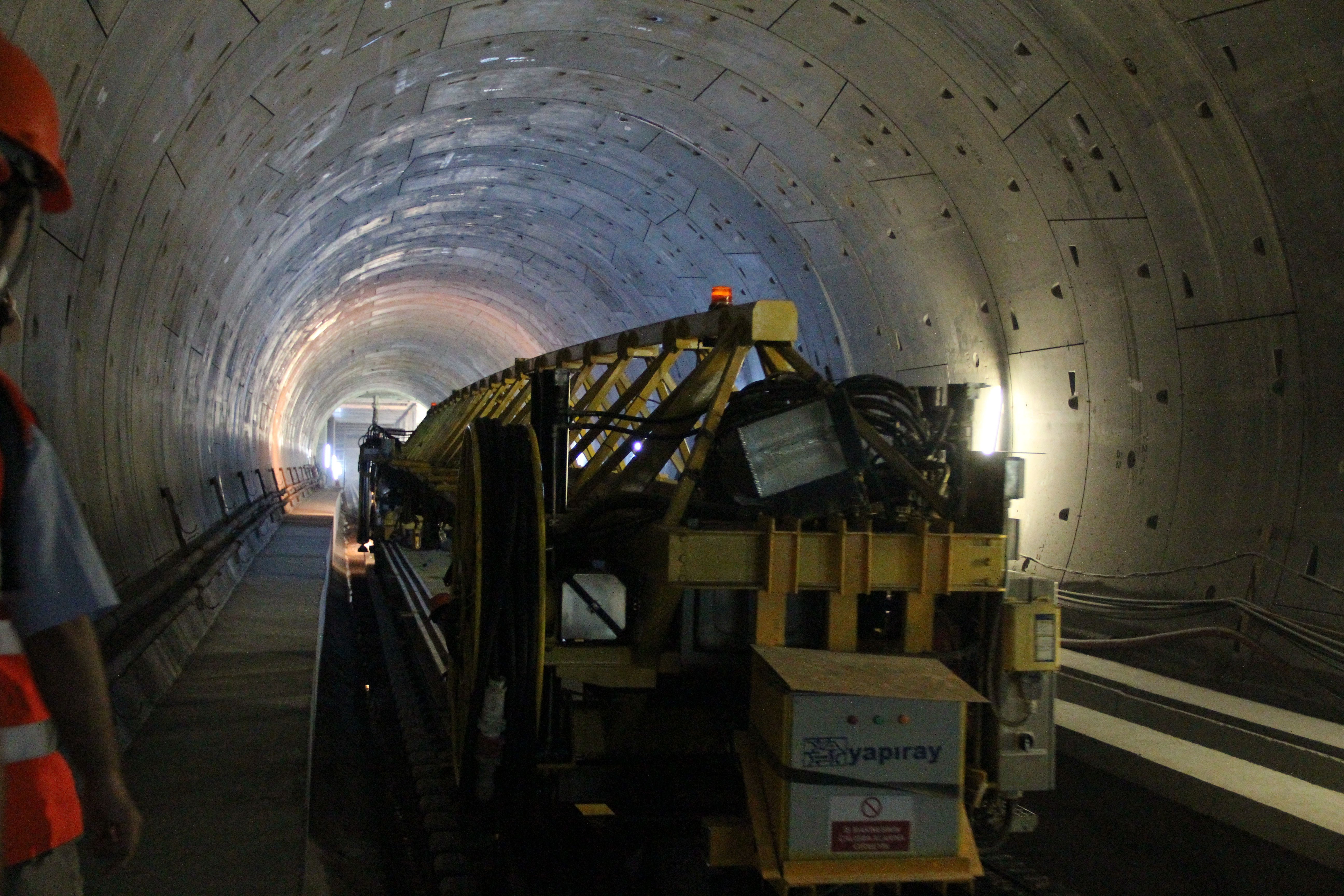
Macchine da costruzione
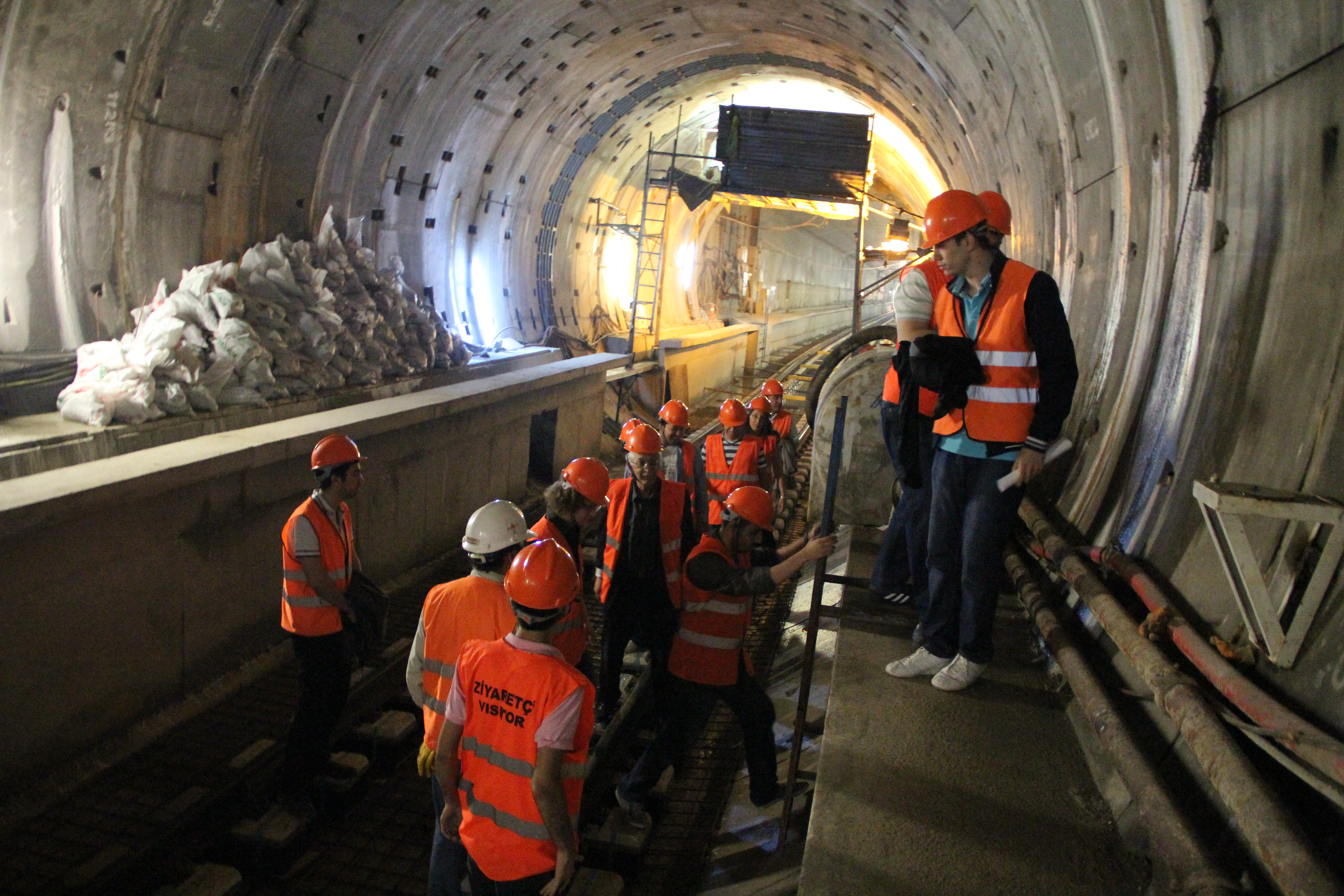
2 differenti metodi di tunnelling
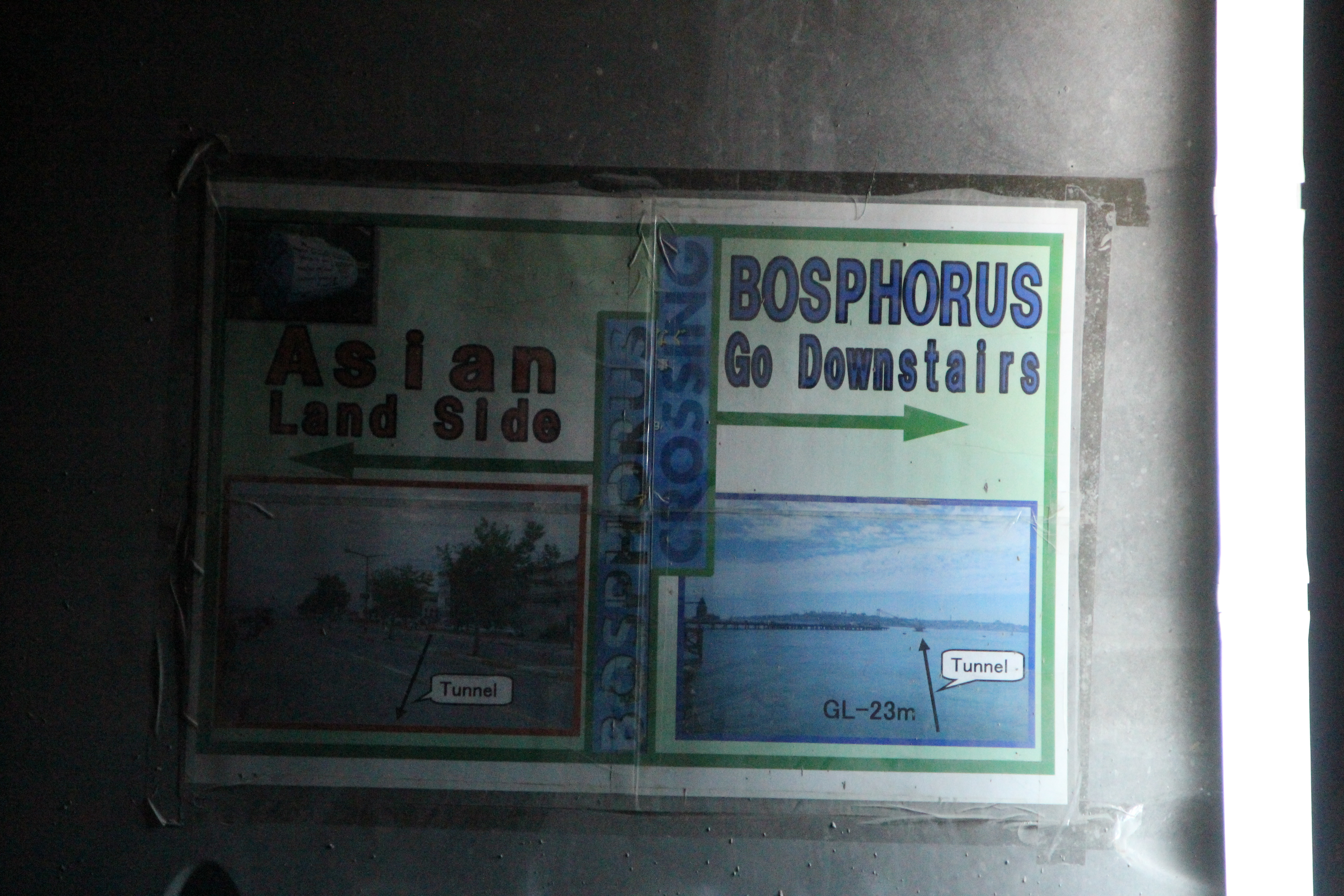
Segnaletica nel tunnel
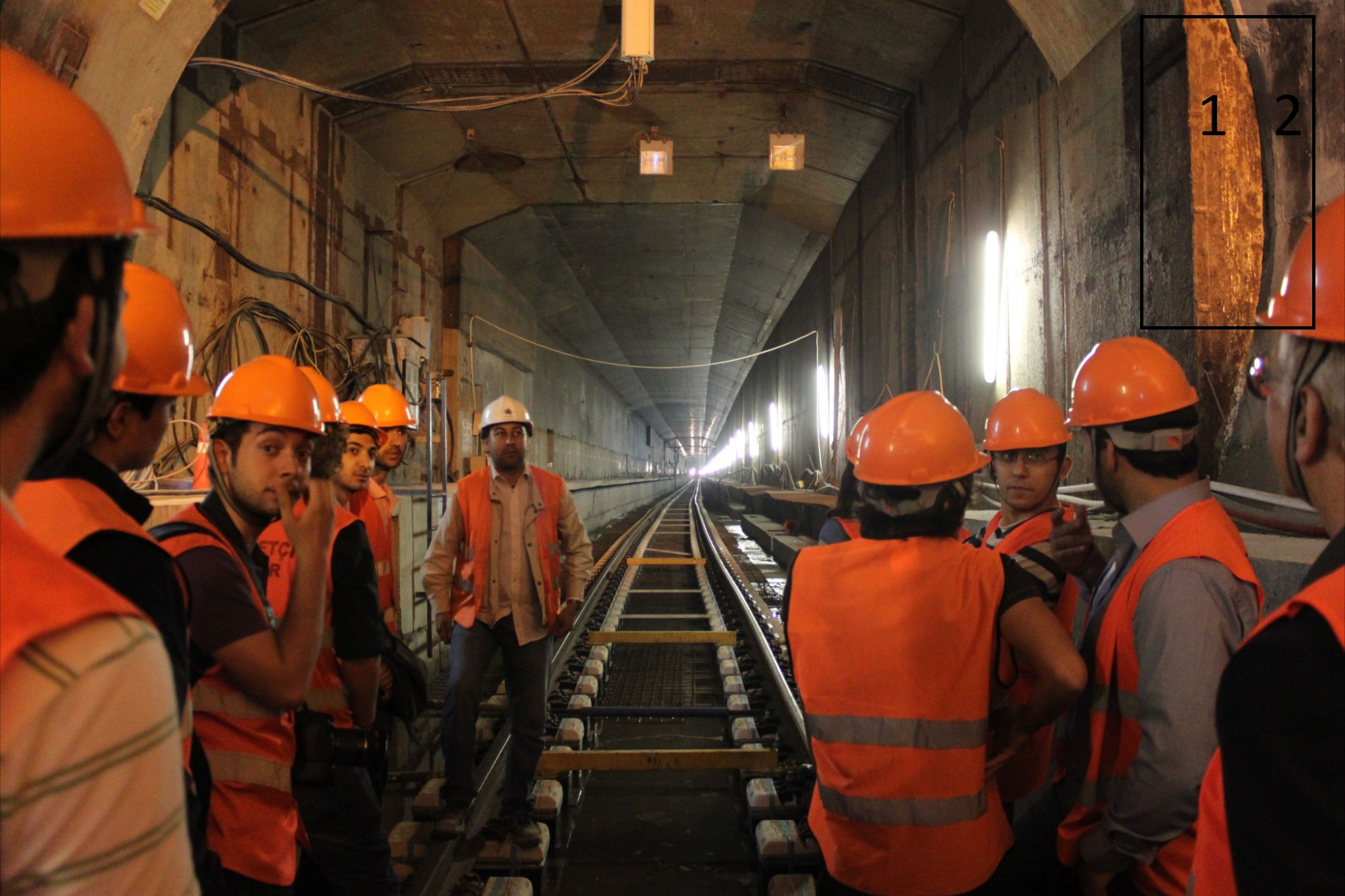
Il numero 1 indica il tunnel scavato con TBM, il numero 2 mostra invece la tecnica immersed tube
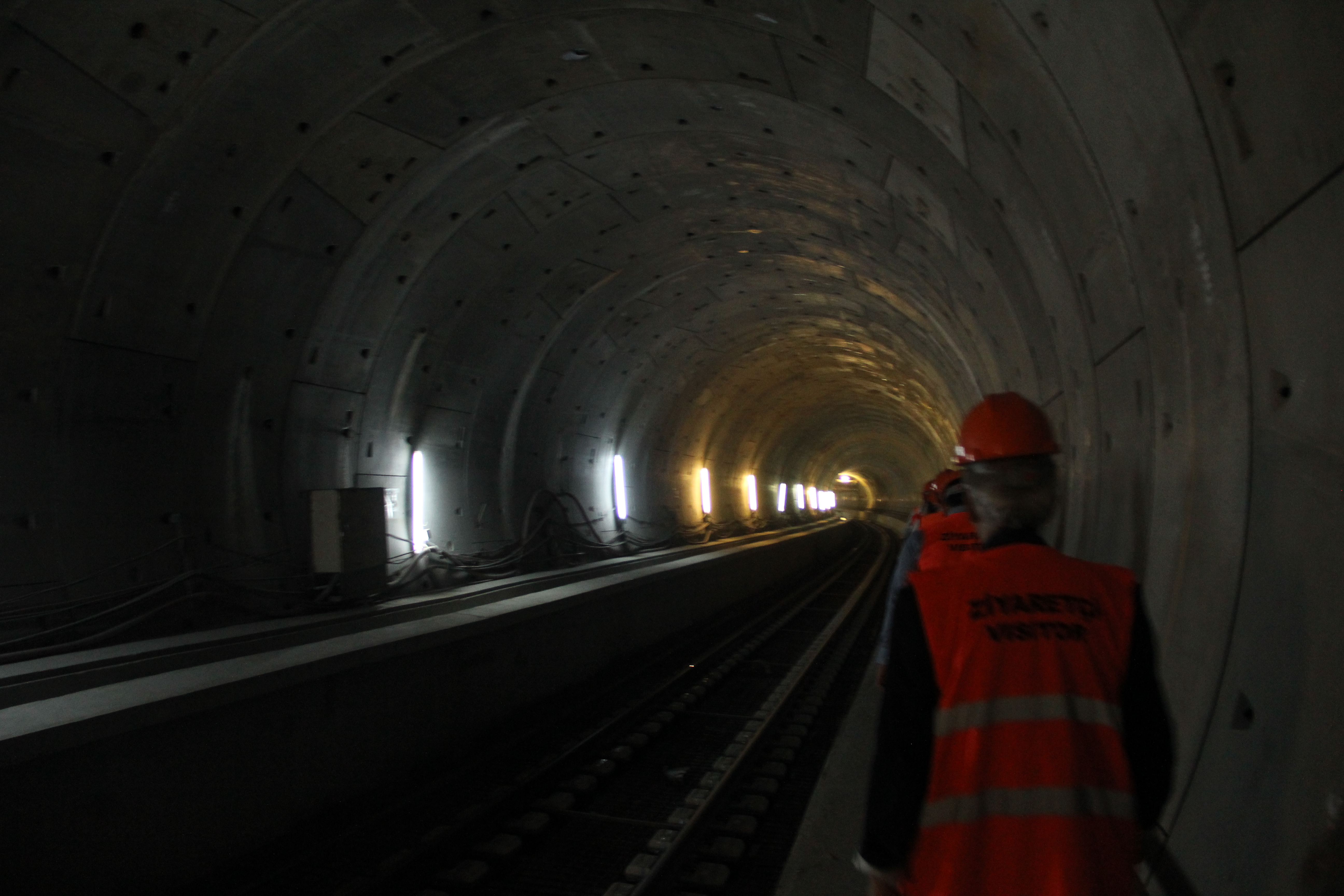
Vista del tunnel in prossimità di una curva
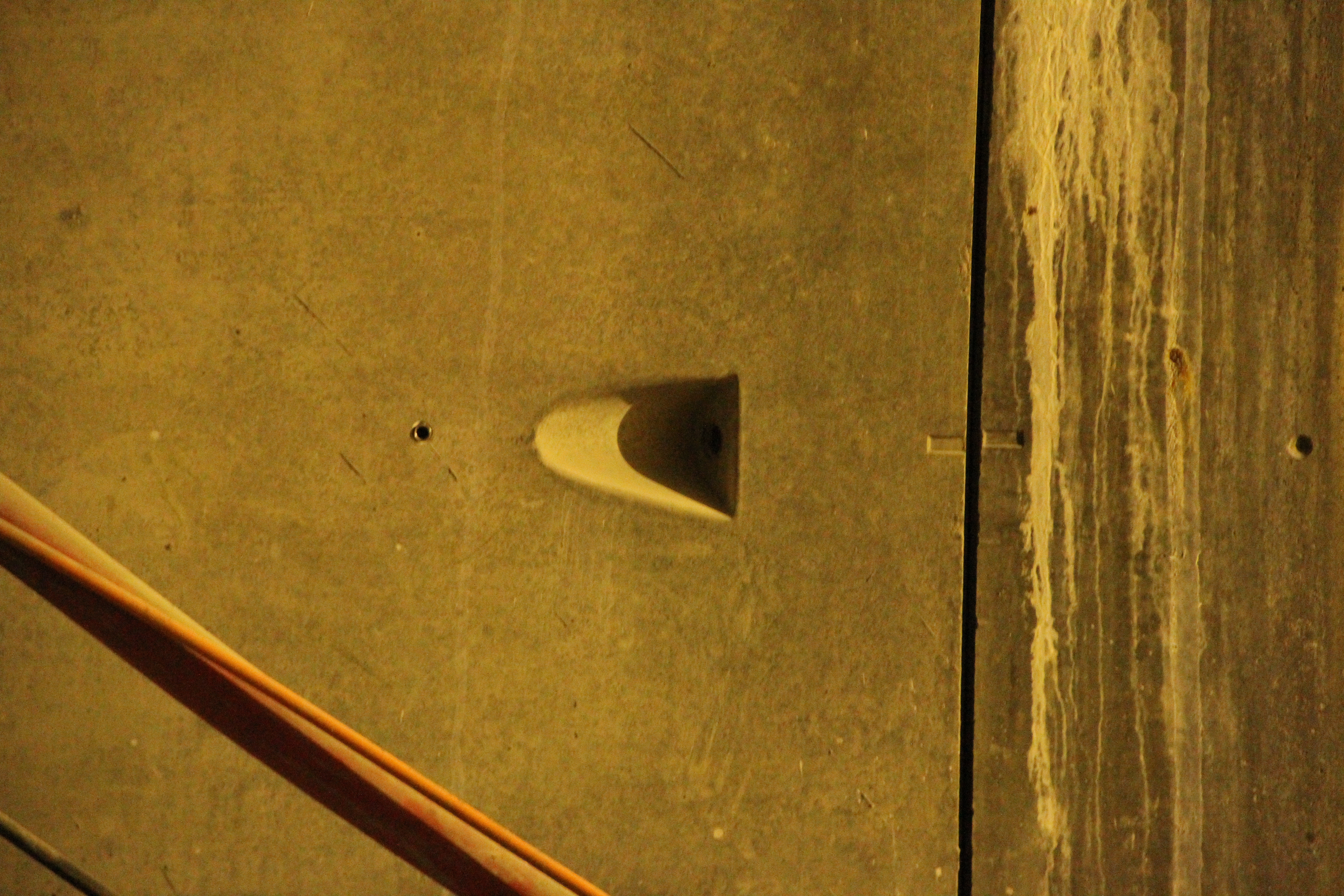
Vite di 30 cm in calcestruzzo
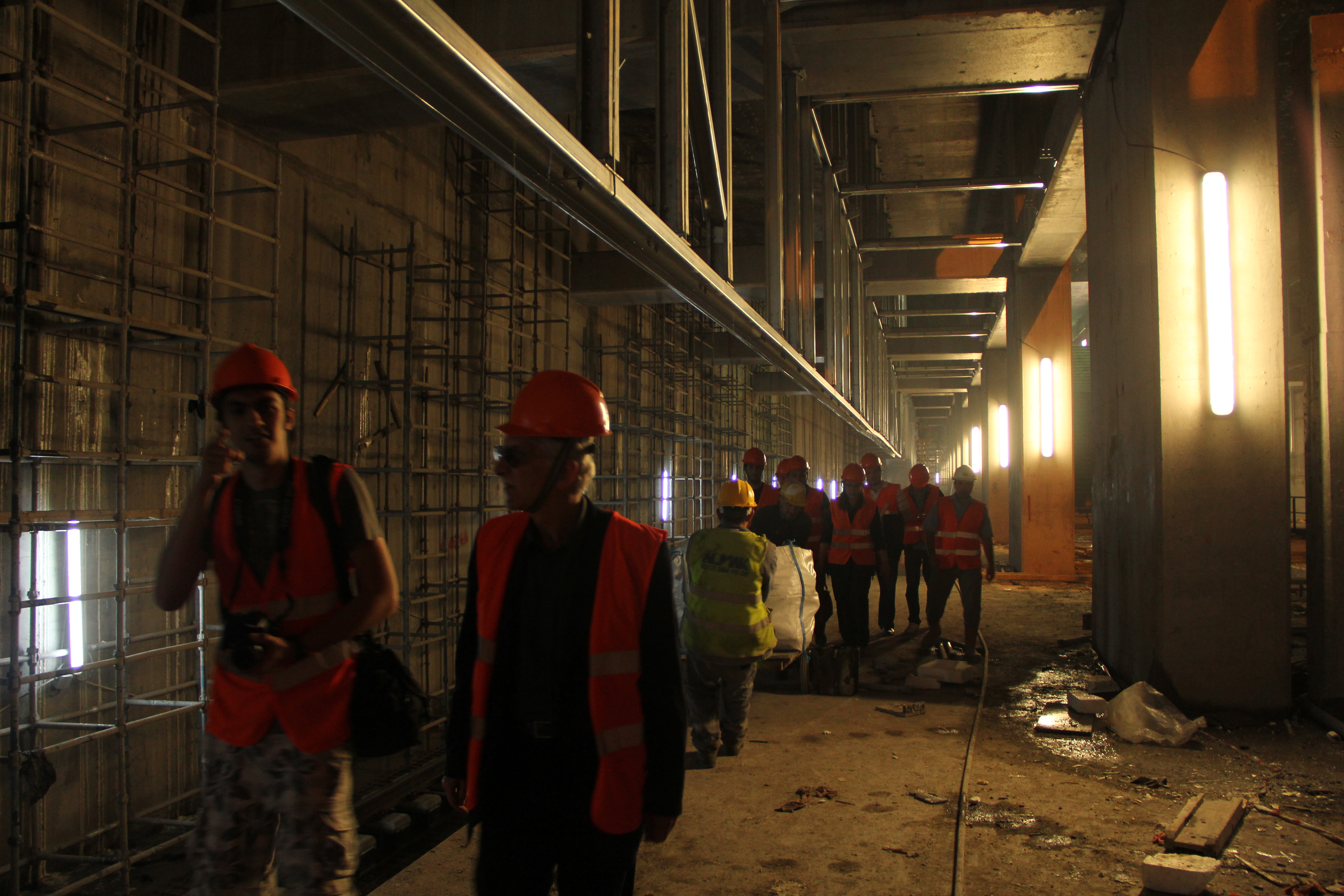
Tunnel in costruzione
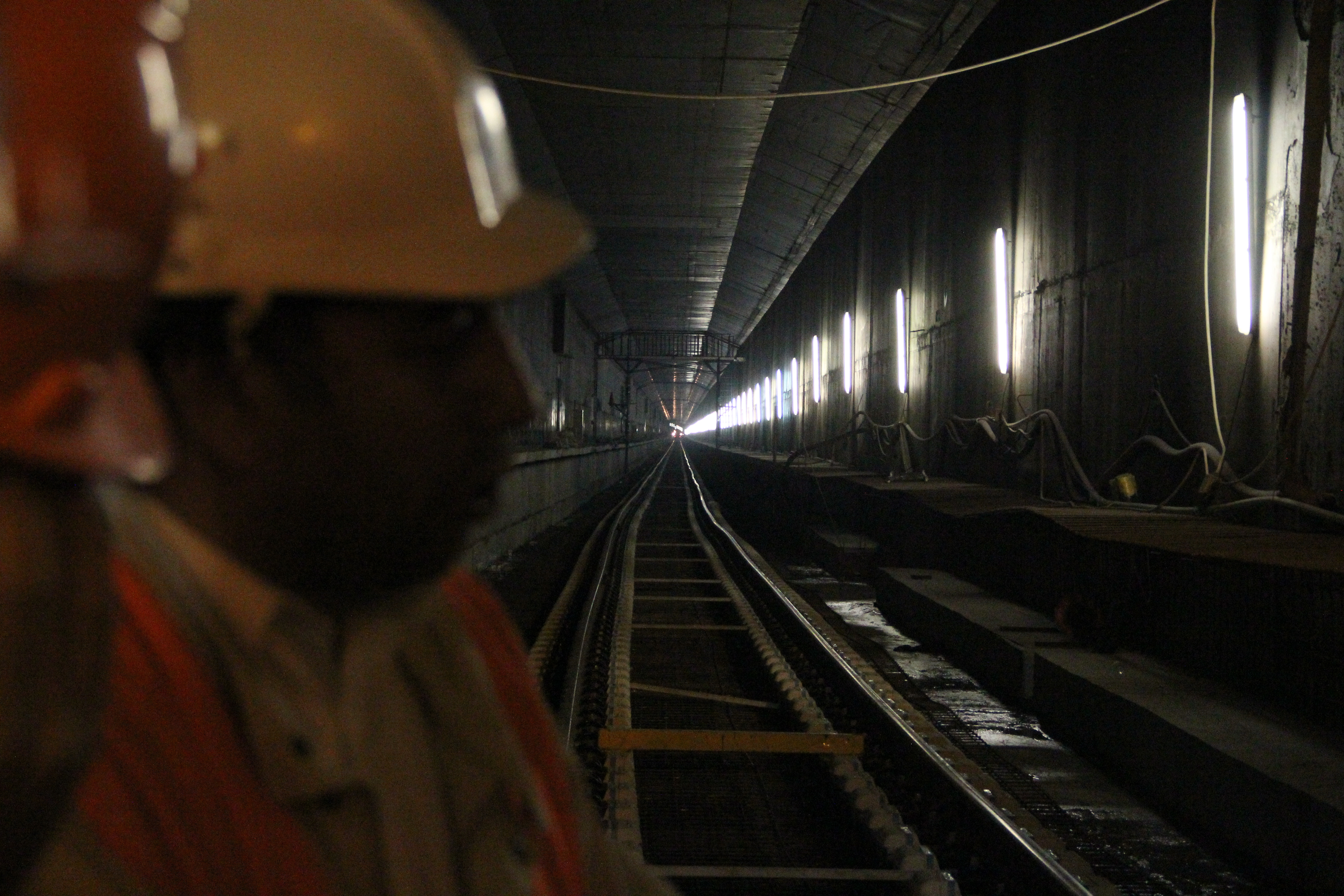
Lavori lungo la ferrovia